# تافي أبيل
تافي أبيل (28 مايو 1900-1 أغسطس 1964) هو لاعب هوكي الجليد محترف في دوري الهوكي الوطني (NHL). كان عضوا في فريقين بطولة كأس ستانلي. كان أول لاعب مولود في الولايات المتحدة يصبح لاعبًا أساسيًا في NHL. وهو عضو في قاعة مشاهير الهوكي بالولايات المتحدة، مكانه في اللعبة هو الدفاع، يبلغ طوله حوالي 1,85 متر، ووزنه 104 كيلو غرام، و يعتبر أهم لاعب في فريقه نظرا لإحترافه العالي في رياضة الهوكي.

## مهنة اللاعب
كان تافي أبيل أبيل الحاصل على الميدالية الفضية في الولايات المتحدة في دورة الألعاب الأولمبية لعام 1924، حيث عمل كحامل علم للوفد الأمريكي.وسجل هابيل 15 هدفا للولايات المتحدة في البطولة.
بصفته عضوًا في فريق مينابولي خلال موسم 1925-1926، تم تعيين أبيل في فريق فيرست أل ستارت التابع لـ CHL في موقع الدفاع.
لعب أبيل في NHL لمدة ثماني سنوات. تم توقيعه من قبل كون سميث للانضمام إلى فريق نيويورك رينجرز، بناءً على أدائه القوي في دورة الألعاب الأولمبية الشتوية عام 1924. مع رينجرز، كان يرتدي السترة رقم 4، وكان جنبًا إلى جنب مع المدافع تشينغ جونسون، عضوًا رئيسيًا في فريق رينجرز الفائز بكأس ستانلي في 1927-1928. بعد موسم 1929، تم بيع حقوق أبيل إلى شيكاغو بلاك هوكس، حيث لعب خمس سنوات أخرى، مرتديًا سترة رقم 2.كان أبيل عضوًا في بلاك هاوك الحائز على الكأس في 1933-34، وهو آخر موسم له في NHL.
عاد هابيل إلى سولت سانت. ماري بعد التقاعد، دربت هوكي الجليد وتشغيل فندق سياحي. عن عمر يناهز 64 عامًا، في 1 أغسطس 1964، توفي كلارنس أبيل في منزله في سولت سانت. ماري. بعد تسع سنوات، تم تجنيده في قاعة مشاهير الولايات المتحدة كلاعب.
تم تسمية حلبة التزلج الرئيسية لبرنامج الهوكي التابع لجامعة لاك سوبريور ستات على اسم تافي أبيل.

## روابط خارجية
- معلومات السيرة الذاتية والإحصاءات المهنية من هذه الصفحة
- enrohockey.com
- findagrave.com
- hhof.com